# Station Förtha
Station Förtha is een spoorwegstation in de Duitse plaats Förtha in de gemeente Gerstungen in de Duitse deelstaat Thüringen. Het station werd in 1896 geopend aan de Werrabahn.